# Charles-Éloi Vial
Pour les articles homonymes, voir Vial.
Charles-Éloi Vial, né le 23 mai 1987 à Thann (Haut-Rhin), est un historien et bibliothécaire français. Archiviste paléographe, il est conservateur des bibliothèques au département des Manuscrits de la Bibliothèque nationale de France depuis 2012.

## Biographie
Charles-Éloi Vial est le fils d'un professeur d'histoire en classe préparatoire aux Grandes écoles.
Il est admis huitième sur huit à l'École nationale des chartes à l'issue du concours d'entrée de 2007 (section B). Il y obtient le diplôme d'archiviste paléographe en 2011 après avoir soutenu une thèse d'établissement intitulée Les chasses impériales de Napoléon Ier. Il est ensuite admis à l'École nationale supérieure des sciences de l'information et des bibliothèques, dont il sort conservateur des bibliothèques en 2012.
En 2012, il devient conservateur au service des manuscrits modernes et contemporains du département des Manuscrits de la Bibliothèque nationale de France,.
En octobre 2013, il obtient un doctorat en histoire à l'université Paris-Sorbonne avec une thèse intitulée Les chasses des souverains en France (1804-1830) et rédigée sous la direction de Jacques-Olivier Boudon,.
Il est secrétaire général de l'Institut Napoléon depuis 2018.
Il dirige, depuis novembre 2020, la collection « Bibliothèque des Illustres » des éditions Perrin, en partenariat avec la Bibliothèque nationale de France.
Il obtient une habilitation à diriger des recherches à l'université Paris-Sorbonne en décembre 2021, avec un mémoire inédit intitulé La chasse aux manuscrits. Révolution et Empire au miroir des sources.

## Recherches
Il s'intéresse principalement à l'histoire de la Cour de France, du Premier Empire, de Napoléon et des bibliothèques.

## Publications
- Avec Alain Pougetoux, Les Adieux à l'impératrice, Rueil-Malmaison, musée national du château de Malmaison, 2014, 48 p. (SUDOC 182128539).
- Le Dernier Voyage de l'empereur : Paris-île d'Aix, 1815, Paris, Vendémiaire, coll. « Bibliothèque du XIXe siècle », 2015, 346 p. (ISBN 978-2-36358-190-7).
- Éd. de Marie-Louise d'Autriche, L'Adieu à l'empereur : journal de voyage de Marie-Louise, Paris, Vendémiaire, coll. « Bibliothèque du XIXe siècle », 2015, 283 p. (ISBN 978-2-36358-147-1).
- Les Derniers Feux de la monarchie : la cour au siècle des révolutions, 1789-1870, Paris, Perrin, 2016, 579 + 8 (ISBN 978-2-262-04758-0). Réédition, Perrin, coll. « Tempus », 2019, 672p.
- Le Grand Veneur de Napoléon Ier à Charles X (thèse de doctorat en histoire remaniée), Paris, École des chartes, coll. « Mémoires et documents de l'École des chartes » (no 102), 2016, 812 + VIII (ISBN 978-2-35723-079-8).
- Marie-Louise, Paris, Perrin, 2017, 440 p. (ISBN 978-2-262-06410-5).
- La Famille royale au Temple : le remords de la Révolution, Paris, Perrin, 2018  (ISBN 978-2-2620-7082-3). Réédition, Perrin, coll. « Tempus », 2022, 576p.
- Napoléon à Sainte-Hélène : l'encre de l'exil, Paris, Perrin, 2018  (ISBN 978-2-2620-6680-2).
- 15 août 1811 : l'apogée de l'Empire ?, Perrin, 2019  (ISBN 978-2-2620-7576-7).
- Napoléon. La certitude et l'ambition, Perrin / BNF, 2020.
- Histoire des Cent-Jours : Mars-novembre 1815, Paris, Perrin, 2021, 672 p. (ISBN 978-2-262-07577-4).
- Napoléon et les bibliothèques : Livres et pouvoir sous le Premier Empire, Paris, CNRS Éditions/Perrin, 2021, 375 p. (ISBN 978-2-271-11688-8).
- Le siècle des chutes : Abdications et déchéances 1814-1870, Paris, Perrin, 2022, 480 p. (ISBN 978-2-262-09457-7).
- Sauver l'Empire. 1813 : la fin de l'Europe napoléonienne, Paris, Perrin, 2023, 464 p.  (ISBN 978-2-262-09461-4)
- Marie-Antoinette, Paris, Perrin, 2024, 736 p. (ISBN 978-2-262-09459-1)[13].

## Distinctions
- Prix Thiers de l'Académie française 2022 pour Napoléon et les bibliothèques : Livres et pouvoir sous le Premier Empire
- Grand prix du livre d'histoire 2019 de la chaîne Histoire TV et le Figaro Histoire pour 15 août 1811 : l'apogée de l'Empire ?[14]
- Prix  Littéraire 2019 de l'Association d'entraide de la noblesse française (ANF) pour La famille royale au Temple.
- Prix Premier-Empire 2017 de la Fondation Napoléon pour Marie-Louise[15]
- Prix spécial du Guesclin 2015 de la mairie du 8e arrondissement de Paris pour Le Dernier Voyage de l'empereur[16]
- Prix Madeleine-Lenoir 2014 de la Société de l'École des chartes pour Le Grand Veneur de Napoléon Ier à Charles X[17].